# Хянникяйнен, Маркус
Маркус Микаэль Хянникяйнен (фин. Markus Mikael Hännikäinen; род. 26 марта 1993, Хельсинки) — финский хоккеист, нападающий сборной Финляндии.

## Биография
Родился в Хельсинки 26 марта 1993 года. Воспитанник системы хоккейного клуба «Йокерит», выступал за команду на молодёжных и юношеских турнирах. В сезоне 2011/12 дебютировал в высшей лиге страны за основную команду, в первом для себя сезоне провёл 15 встреч. Провёл в составе команды в высшей лиге три сезона, выступая время от времени также во второй лиге Финляндии. Сезон 2014/15 отыграл за ЮП из Йювяскюля. 20 апреля 2015 года было официально объявлено о переходе в стан команды Национальной хоккейной лиги «Коламбус Блю Джекетс». Контракт новичка был заключён сроком на два года.
28 ноября Хянникяйнен дебютировал в НХЛ в матче против команды «Сент-Луис Блюз». За команду провёл четыре сезона, выступал также за фарм-клуб блюзменов «Кливленд Монстерз». 24 февраля 2020 года был приобретён командой «Аризона Койотис» за право выбора на драфте НХЛ. Начал выступления в Американской хоккейной лиге в команде «Тусон Роудраннерс», сыграл 7 матчей до досрочного завершения сезона из-за пандемии. 16 декабря 2020 года на прввах свободного агента перешёл в финскую команду Континентальной хоккейной лиги «Йокерит».
Выступал за юниорскую команду Финляндии на первенствах планеты. В 2017 году дебютировал за основную команду на чемпионате мира по хоккею.